# Qatar Stars League 2022/23
Die Qatar Stars League 2022/23 war die 49. Spielzeit der höchsten Fußballliga in Katar. Die Liga startete am 1. August 2022 und endete am 9. Mai 2023. Organisiert wurde die Liga von der Qatar Football Association. Titelverteidiger war der al-Sadd Sports Club.

## Teilnehmende Mannschaften
| Verein         | Stadt                | Stadion                      |
| -------------- | -------------------- | ---------------------------- |
| al-Ahli SC     | Doha                 | Al-Ahli-Stadion              |
| al-Arabi SC    | Doha                 | Grand-Hamad-Stadion          |
| al-Duhail SC   | Doha                 | Abdullah-bin-Khalifa-Stadion |
| al-Gharafa SC  | Al-Rayyan            | Al-Gharafa Stadium           |
| Al-Markhiya SC | Doha                 | Al-Markhiya Stadium          |
| al-Rayyan SC   | Al-Rayyan            | Ahmed bin Ali Stadium        |
| al-Sadd SC     | Doha                 | Jassim-Bin-Hamad-Stadion     |
| al-Sailiya SC  | Doha                 | Al-Ahli-Stadion              |
| al-Shamal SC   | Madīnat asch-Schamāl | Al-Shamal SC Stadium         |
| al-Wakrah SC   | Al-Wakra             | al-Janoub-Stadion            |
| Qatar SC       | Doha                 | Qatar SC Stadium             |
| Umm-Salal SC   | Umm Salal            | Al-Gharafa Stadium           |

## Personal
| Verein         | Trainer          | Mannschaftskapitän |
| -------------- | ---------------- | ------------------ |
| al-Ahli SC     | Nebojša Jovović  | Ali Qadry          |
| al-Arabi SC    | Younes Ali       | Ahmed Fatehi       |
| al-Duhail SC   | Hernán Crespo    | Almoez Abdulla     |
| al-Gharafa SC  | Pedro Martins    | Qasem Burhan       |
| al-Markhiya SC | Abdullah Mubarak | Talal Al-Shila     |
| al-Rayyan SC   | Nicolás Córdova  | Dame Traoré        |
| al-Sadd SC     | Juanma Lillo     | Hassan al-Haydos   |
| al-Sailiya SC  | Sami Trabelsi    | Majdi Siddiq       |
| al-Shamal SC   | Hicham Jadrane   | Baha' Faisal       |
| al-Wakrah SC   | Tintín Márquez   | Ahmed Fadhel       |
| Qatar SC       | Youssef Safri    | Sebastián Soria    |
| Umm-Salal SC   | Wesam Rizik      | Jonathan Kodjia    |

## Ausländische Spieler
| Verein         | Spieler 1          | Spieler 2         | Spieler 3        | AFC Spieler            | UAFA Spieler      | Ehemalige Spieler                                                   |
| -------------- | ------------------ | ----------------- | ---------------- | ---------------------- | ----------------- | ------------------------------------------------------------------- |
| al-Ahli SC     | Sofiane Hanni      | Shoja Khalilzadeh | Nikola Vukčević  | Hossein Kanaanizadegan | Yazan Al-Naimat   |                                                                     |
| al-Arabi SC    | Aron Gunnarsson    | Marc Muniesa      | Rafinha          | Omar al-Somah          | Youssef Msakni    |                                                                     |
| al-Duhail SC   | Federico Fernández | Michael Olunga    | Rúben Semedo     | Nam Tae-hee            | Ferjani Sassi     | Adlène Guedioura Edmílson Junior                                    |
| al-Gharafa SC  | Yacine Brahimi     | Ishak Belfodil    | Farid Boulaya    | Islom Toʻxtaxoʻjayev   | Mehdi Tahrat      |                                                                     |
| al-Markhiya SC | Ayoub Azzi         | Zé Turbo          | Ayoub Assal      | Jameel al-Yahmadi      | Driss Fettouhi    | Jugurtha Hamroun Aymen Hussein                                      |
| al-Rayyan SC   | Yohan Boli         | Steven Nzonzi     | Jeisson Vargas   | Shōgo Taniguchi        | Sofiane Boufal    | Yaser Hamed                                                         |
| al-Sadd SC     | Santi Cazorla      | Guilherme Torres  | Ayoub El Kaabi   | Jung Woo-young         | Baghdad Bounedjah | André Ayew                                                          |
| al-Sailiya SC  | Sergio Vittor      | Carlos Strandberg | Mohamed Diamé    | Mehrdad Mohammadi      | Ismail Khafi      | Bilel Saidani Ioannis Fetfatzidis Mohanad Ali                       |
| al-Shamal SC   | Matías Nani        | Ali Olwan         | Loïck Landre     | Amjad Attwan           | Yacine Bammou     |                                                                     |
| al-Wakrah SC   | Gelson Dala        | Lucas Mendes      | Trent Sainsbury  | Omid Ebrahimi          | Mohamed Benyettou |                                                                     |
| Qatar SC       | Javi Martínez      | Javier Pastore    | Nabil Bahoui     | Bashar Resan           | Badr Benoun       | Matheus Jussa Ben Malango                                           |
| Umm-Salal SC   | Adil Rhaili        | Vinícius Araújo   | Aleksa Vukanović | Yaseen Al-Bakhit       | Abdellah Khafifi  | Jonathan Kodjia Driess Saddiki Sardor Rashidov João Carlos Teixeira |

## Tabelle
Stand: Saisonende 2022/23
| Pl. | Verein                  | Sp. | S  | U | N  | Tore    | Diff. | Punkte |
| --- | ----------------------- | --- | -- | - | -- | ------- | ----- | ------ |
| 1.  | al-Duhail SC (P)        | 22  | 16 | 3 | 3  | 050:260 | +24   | 51     |
| 2.  | al-Arabi                | 22  | 16 | 1 | 5  | 043:230 | +20   | 49     |
| 3.  | al-Sadd Sports Club (M) | 22  | 14 | 2 | 6  | 046:260 | +20   | 44     |
| 4.  | al-Wakrah SC            | 22  | 11 | 6 | 5  | 044:240 | +20   | 39     |
| 5.  | Qatar SC                | 22  | 11 | 3 | 8  | 028:300 | −2    | 36     |
| 6.  | al-Gharafa Sports Club  | 22  | 9  | 5 | 8  | 032:380 | −6    | 32     |
| 7.  | al-Markhiya SC (N)      | 22  | 7  | 3 | 12 | 030:370 | −7    | 24     |
| 8.  | al-Ahli SC              | 22  | 6  | 6 | 10 | 032:450 | −13   | 24     |
| 9.  | al-Rayyan SC            | 22  | 5  | 5 | 12 | 029:330 | −4    | 20     |
| 10. | Umm-Salal SC            | 22  | 3  | 9 | 10 | 018:340 | −16   | 18     |
| 11. | al-Shamal SC            | 22  | 5  | 3 | 14 | 022:410 | −19   | 18     |
| 12. | al-Sailiya              | 22  | 4  | 4 | 14 | 028:450 | −17   | 16     |

| Zum Saisonende 2021/22: |
| Meister und Teilnahme an der Gruppenphase der AFC Champions League 2023/24 Teilnahme an der Gruppenphase der AFC Champions League 2023/24 Teilnahme an den Play-off-Spielen zur AFC Champions League 2023/24 Qualifikations für die Relegationsspiele Abstieg in die Qatari Second Division |

| Zum Saisonende 2021/22: |                                                           |
| (M)                     | Amtierender Meister: al-Sadd Sports Club                  |
| (P)                     | Amtierende Pokalsieger: al-Duhail SC                      |
| (N)                     | Aufsteiger aus der Qatari Second Division: al-Markhiya SC |

## Torschützenliste
Stand: Saisonende 2022/23
| Platz | Spieler           | Mannschaft             | Tore |
| ----- | ----------------- | ---------------------- | ---- |
| 1.    | Michael Olunga    | al-Duhail SC           | 22   |
| 2.    | Omar al-Somah     | al-Arabi               | 18   |
| 3.    | Gelson Dala       | al-Wakrah SC           | 15   |
| 4.    | Youssef Msakni    | al-Arabi               | 13   |
| 4.    | Yohan Boli        | al-Rayyan SC           | 13   |
| 6.    | Baghdad Bounedjah | al-Sadd Sports Club    | 12   |
| 7.    | Carlos Strandberg | al-Sailiya             | 11   |
| 8.    | Akram Afif        | al-Sadd Sports Club    | 10   |
| 9.    | Driss Fettouhi    | Al-Markhiya SC         | 9    |
| 9.    | Mohamed Benyettou | al-Wakrah SC           | 9    |
| 9.    | Mehrdad Mohammadi | al-Sailiya             | 9    |
| 12.   | Yazan Al-Naimat   | al-Ahli SC             | 8    |
| 13.   | Yacine Brahimi    | al-Gharafa Sports Club | 7    |
| 14.   | Ishak Belfodil    | al-Gharafa Sports Club | 6    |
| 14.   | Aymen Hussein     | Al-Markhiya SC         | 6    |
| 14.   | Sofiane Hanni     | al-Ahli SC             | 6    |
| 14.   | Hossein Kangani   | al-Ahli SC             | 6    |
| 14.   | Nam Tae-hee       | al-Duhail SC           | 6    |

## TOP Assists
Stand: Saisonende 2022/23
| Platz | Name               | Mannschaft             | Assists |
| ----- | ------------------ | ---------------------- | ------- |
| 1.    | Yacine Brahimi     | al-Gharafa Sports Club | 10      |
| 2.    | Baghdad Bounedjah  | al-Sadd Sports Club    | 8       |
| 3.    | Bashar Resan       | Qatar SC               | 7       |
| 3.    | Santi Cazorla      | al-Sadd Sports Club    | 7       |
| 5.    | Jugurtha Hamroun   | Al-Markhiya SC         | 5       |
| 5.    | Youssef Msakni     | al-Arabi               | 5       |
| 5.    | Ali Assadalla      | al-Sadd Sports Club    | 5       |
| 5.    | Abdulrasheed Umaru | al-Ahli SC             | 5       |

## Hattricks
Stand:Saisonende 2022/23
| Spieler        | Verein       | Gegnerischer Verein    | Ergebnis | Datum           |
| -------------- | ------------ | ---------------------- | -------- | --------------- |
| Ben Malango    | Qatar SC     | al-Gharafa Sports Club | 5:0 (H)  | 11. Januar 2023 |
| Michael Olunga | al-Duhail SC | al-Shamal SC           | 5:0 (H)  | 8. Mai 2023     |

## Ergebnisse
Die Kreuztabelle stellt die Ergebnisse aller Spiele dieser Saison dar. Die Heimmannschaft ist in der linken Spalte, die Gastmannschaft in der oberen Zeile aufgelistet.
| Saison 2022/23         | AHL | ARA | DUH | GHA | MAR | RAY | SAD | SAI | SHA | WAK | QAT | UMM |
| ---------------------- | --- | --- | --- | --- | --- | --- | --- | --- | --- | --- | --- | --- |
| al-Ahli SC             |     | 1:2 | 1:1 | 3:3 | 1:0 | 0:4 | 2:1 | 0:4 | 0:1 | 2:2 | 1:3 | 3:1 |
| al-Arabi               | 4:3 |     | 0:3 | 3:0 | 2:0 | 2:1 | 0:2 | 4:1 | 1:0 | 1:2 | 2:0 | 2:0 |
| al-Duhail SC           | 2:1 | 3:1 |     | 3:0 | 3:1 | 2:1 | 1:3 | 1:1 | 5:2 | 2:4 | 3:0 | 3:1 |
| al-Gharafa Sports Club | 1:1 | 0:1 | 2:0 |     | 2:1 | 2:2 | 1:3 | 2:1 | 3:2 | 1:1 | 0:1 | 2:2 |
| Al-Markhiya SC         | 2:2 | 0:2 | 0:1 | 0:1 |     | 2:3 | 4:3 | 1:3 | 2:1 | 0:4 | 4:0 | 2:3 |
| al-Rayyan SC           | 1:2 | 0:3 | 3:4 | 4:1 | 1:2 |     | 1:2 | 2:0 | 0:1 | 1:1 | 0:1 | 1:1 |
| al-Sadd Sports Club    | 3:2 | 1:2 | 2:2 | 1:2 | 1:0 | 2:0 |     | 4:0 | 1:2 | 4:2 | 2:0 | 2:0 |
| al-Sailiya             | 1:2 | 1:5 | 1:3 | 1:2 | 1:3 | 2:2 | 1:2 |     | 2:1 | 0:1 | 1:2 | 1:1 |
| al-Shamal SC           | 2:2 | 0:1 | 0:2 | 2:1 | 1:3 | 1:2 | 1:3 | 0:5 |     | 0:0 | 3:0 | 0:1 |
| al-Wakrah SC           | 5:2 | 1:2 | 0:1 | 0:4 | 0:0 | 1:0 | 2:1 | 5:0 | 5:1 |     | 1:2 | 4:0 |
| Qatar SC               | 2:0 | 3:2 | 1:3 | 5:0 | 1:1 | 1:0 | 0:2 | 1:1 | 1:0 | 0:3 |     | 4:1 |
| Umm-Salal SC           | 0:1 | 1:1 | 1:2 | 1:2 | 1:2 | 0:0 | 1:1 | 1:0 | 1:1 | 0:0 | 0:0 |     |